# Municipio de Wyanet
El municipio de Wyanet (en inglés: Wyanet Township) es un municipio ubicado en el condado de Bureau en el estado estadounidense de Illinois. En el año 2010 tenía una población de 1364 habitantes y una densidad poblacional de 14,57 personas por km².

## Geografía
El municipio de Wyanet se encuentra ubicado en las coordenadas 41°21′29″N 89°33′27″O / 41.35806, -89.55750. Según la Oficina del Censo de los Estados Unidos, el municipio tiene una superficie total de 93.59 km², de la cual 93,48 km² corresponden a tierra firme y (0,12 %) 0,11 km² es agua.

## Demografía
Según el censo de 2010, había 1364 personas residiendo en el municipio de Wyanet. La densidad de población era de 14,57 hab./km². De los 1364 habitantes, el municipio de Wyanet estaba compuesto por el 98,09 % blancos, el 0,15 % eran afroamericanos, el 0,29 % eran asiáticos, el 0,88 % eran de otras razas y el 0,59 % eran de una mezcla de razas. Del total de la población el 2,64 % eran hispanos o latinos de cualquier raza.